# Dyscophus insularis
Dyscophus insularis é uma espécie de anfíbio da família Microhylidae.
É endémica de Madagáscar.
Os seus habitats naturais são: florestas secas tropicais ou subtropicais , florestas subtropicais ou tropicais húmidas de baixa altitude, savanas áridas, savanas húmidas, rios intermitentes e marismas intermitentes de água doce.
Está ameaçada por perda de habitat.